# Segon Congrés de Rastatt

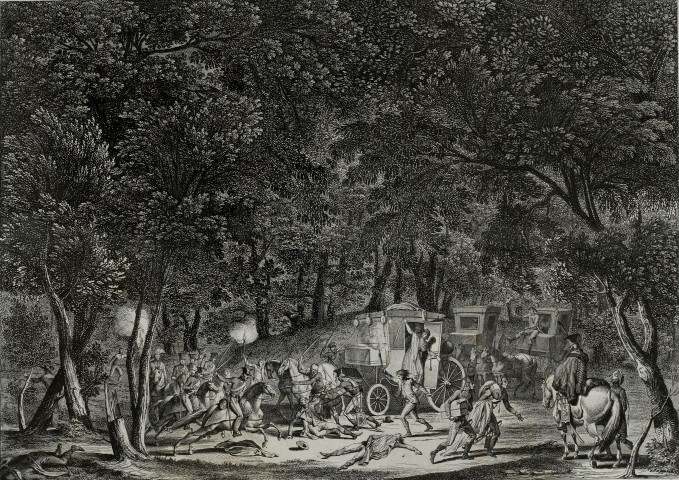
Representació de l'assassinat dels emissaris francesos l'abril de 1799.

El Segon Congrés de Rastatt, iniciat al desembre de 1797, intentà negociar la pau entre el Sacre Imperi Romanogermànic i la Primera República Francesa després de la Primera Coalició i reorganitzar l'imperi amb la intenció de compensar aquells prínceps de l'oest del Rin que havien perdut les seves terres en mans dels francesos.
No tingué èxit, a causa de l'esclat de guerra de la Segona Coalició, però tingué implicacions en el futur. Els tres representants de França abandonaren la ciutat de Rastatt a l'abril de 1799, essent assaltats pel camí, dos d'ells morts per soldats hongaresos. L'origen d'aquests assassinats encara resta envoltat en misteri, però l'evidència indica que les autoritats austríaques haurien ordenat als seus soldats d'apoderar-se dels papers que els diplomàtics duien a sobre, per a poder evitar revelar interessos austríacs sobre Baviera, i que els soldats s'haurien excedit en les seves ordres. D'altra banda, algunes autoritats pensen que els assassinats foren executats per emigrants francesos, o del partit de França que estava a favor de la guerra.
Tot i que poc fructuós des d'un punt de vista diplomàtic, el congrés reuní part de l'alta societat en l'àrea de Baden i fou el responsable del ressorgiment de la ciutat de Baden Baden d'interès com a ciutat de spa.